# Nagapattinam
Nagapattinam (tàmil நாகப்பட்டினம்) nākappaṭṭinam, anteriorment Nagapatnam o Negapatam) és una ciutat i municipi de Tamil Nadu, capital del districte de Nagapattinam que fou creat el 18 d'octubre de 1991 segregat del districte de Thanjavur. Altres noms de la ciutat són Naganadu, Cholakula Vallippatinam i Shiva Rajadhani. Nagapattinam fou el port principal de la dinastia Cola. Consta al cens del 2001 amb 92.525 habitants. La població el 1871 era de 48.525 habitants, el 1881 de 53.855, el 1891 de 59.221 i el 1901 de 57.190. La llengua corrent és el tàmil i la religió l'hinduisme.

## Història
Claudi Ptolemeu parla de Nagapattinam amb el nom de Nigam o Nigamos i l'esmenta com un important centre comercial. El nom derivaria del poble antic dels nagues (no relacionats amb els nagues de Nagaland). El segle VIII el budisme es va establir a la regió i al segle xi hi fou creat l'important monestir de Chudamani Vihara per part del rei Soolamanivarman de Sri Vijaya amb el suport de Rajaraja I. El budisme va persistir fins al segle xv i els edificis budistes fins al XVIII. Rashid al-Din l'anomena Malifattan).

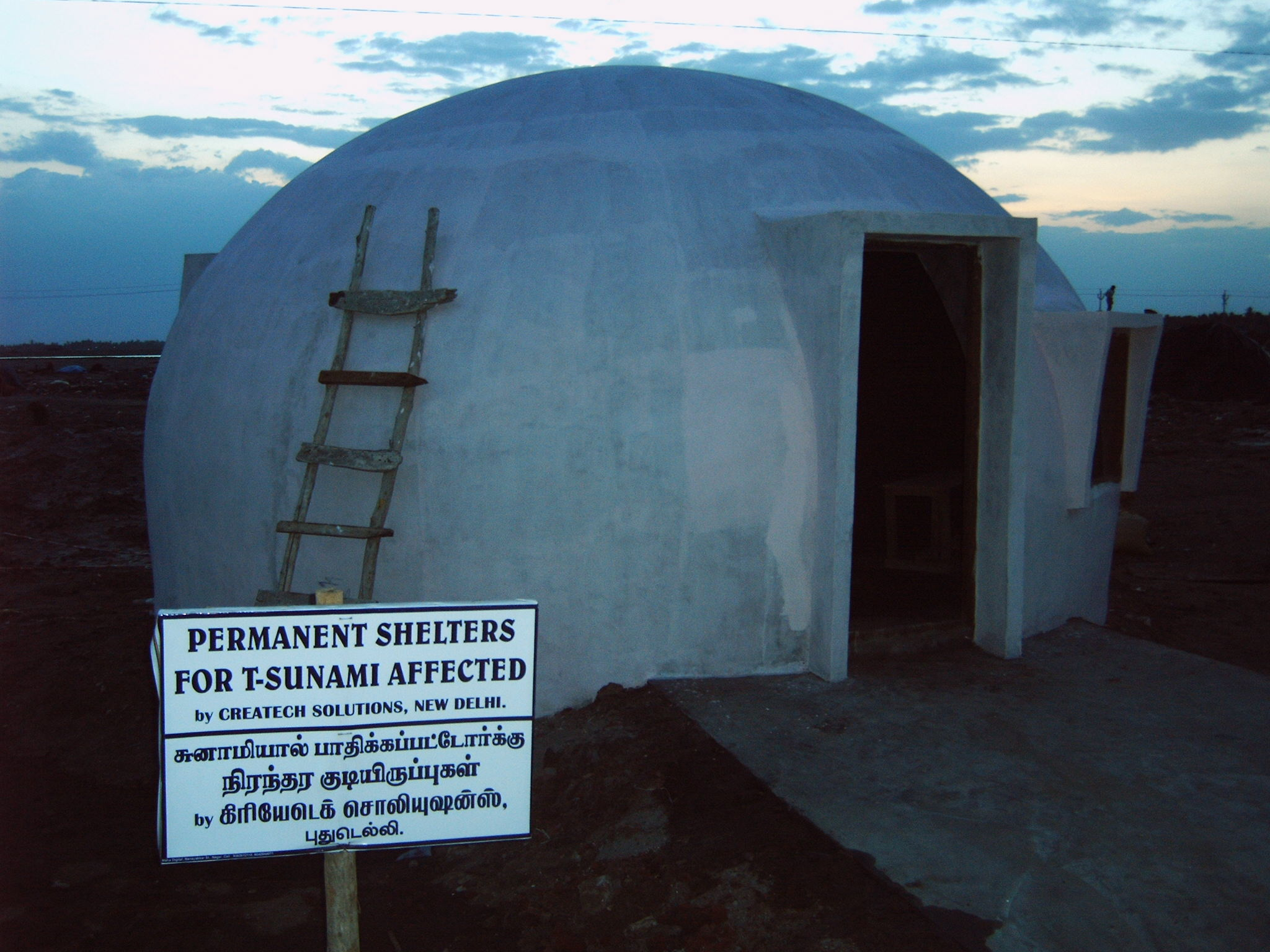
refugi pel tsunami

Nagapattinam és esmentada pel portuguesos com la ciutat del Coromandel; hi van arribar a l'inici del segle xvi i hi van fundar factoria el 1554; el 1658 la factoria fou ocupada pels holandesos i va esdevenir el seu principal establiment a l'Índia. El 1676, Venkaji de Tanjore va confirmar la ciutat als holandesos. Al segle xviii es van lliurar dues batalles entre britànics i francesos en aigües de la ciutat: la primera el 1758 durant la guerra dels Set Anys; la segona el 1782 com a part de la guerra de la Revolució Americana. El 1773 el raja de Tanjore va vendre Nagore (la costat de Negapatam) als holandesos però dos anys després la van perdre a mans del nawab del Carnàtic que tenia el suport anglès; fou retornada al raja de Tanjore el 1775, que la va cedir als britànics immediatament (1776). En la guerra de 1780-1781 entre Mysore i els britànics, Haidar Ali va retornar Nagore als holandesos (1780), però els britànics van enviar una expedició sota Sir Henry Munro que la reconquerir (1781) i al mateix temps va ocupar Negapatam (novembre de 1781); però després la va ocupar l'almirall francès Pierre André de Suffren de Saint Tropez (juliol del 1782) fins que fou entregada als britànics per Charles Gravier, comte de Vergennes el 20 de gener de 1783. El tractat de París va confirmar el domini britànic (3 de setembre de 1783) però els holandesos no ho van acceptar i no van ratificar el tractat fins al 20 de maig de 1784.
El 1799 fou designada capital del districte de Tanjore, posició que va conservar fins al 1845. En aquest any la millor situació de Trankebar que havia passat als britànics, la va fer entrar en decadència, però es va recuperar després del 1866 quan hi va arribar el ferrocarril. El 1866 es va establir la municipalitat de Negapatam formada per Negapatam i Nagore.